# Казарменный переулок (Санкт-Петербург)
Каза́рменный переу́лок — переулок в Петроградском районе Санкт-Петербурга. Проходит от Петроградской набережной до улицы Чапаева.

## История
Переулок появился в начале XIX века. Первоначальное название Петровский переулок известно с 1829 года, происходит от названия Петровской улицы (современная улица Чапаева).
С 1836 года носит название Казарменный переулок, по находившейся в доме № 1 казарме лейб-гвардии Гренадерского полка. Официально название присвоено только 16 апреля 1887 года.

## Достопримечательности
- Дом № 2 — комплекс построек Товарищества тюлевой фабрики. Фабрика основана в 1837 году, в 1922 году переименована в Советскую гардинно-белильную фабрику им. К. Н. Самойловой, в 1931 году — в Ленинградскую государственную гардинно-тюлевую фабрику им. К. Н. Самойловой треста «Ленхлоппром». С 1 декабря 1998 года — ОАО «Гардинно-кружевная компания»[2]. В Казарменном переулке расположен административный корпус современной постройки. Исторические производственные сооружения фабрики имеют основные адреса: Петроградская набережная, дом № 40—42 — улица Чапаева, дома № 23 и № 25. Архитекторы И. П. Маас, Р. Б. Бернгард, Ф. К. фон Пирвиц, А. К. Кейзер, В. Р. Бернгард, В. Ф. Габерцетель — 1846—1895 годы; В. Ф. Габерцеттель, Ф. Ф. Миритц — 1896—1915 годы.  памятник архитектуры (вновь выявленный объект)[3]  Объект культурного наследия № 7831476000№ 7831476000
- Дом № 3 — здание конюшен в комплексе казарм Лейб-гвардии Гренадерского полка, построено по проекту Луиджи Руска в 1803—1807 годах. Существовал план к 2016 году перестроить здание под гостиницу[4], отменённый в 2018 году[5].  Объект культурного наследия № 7810389002№ 7810389002